# Estación Enterprise
Estación Enterprise, también conocida como depósito de la costa del litoral, es una antigua estación de trenes histórica ubicada en Enterprise, Alabama, Estados Unidos.

## Historia
La estación fue construida en 1900 por Alabama Midland Railway, que finalmente fue adquirido por Atlantic Coast Line Railroad. El edificio ahora alberga el Museo Enterprise Depot. Fue agregado al Registro Nacional de Lugares Históricos el 7 de agosto de 1974. Está ubicado en la esquina de Railroad Street y West College Street.